# نبس، اسپانیا
نبس، اسپانیا (به اسپانیایی: Novés) یک شهرستان در اسپانیا است که در استان تولدو واقع شده‌است.

## خصوصیات
نبس ۴۲ کیلومترمربع مساحت و ۱٬۹۱۱ نفر جمعیت دارد و ۵۷۳ متر بالاتر از سطح دریا واقع شده‌است.